# 台灣票據交換所
財團法人台灣票據交換所（英語：Taiwan Clearing House，通稱台灣票據交換所）是中華民國負責有關票據交換和銀行間劃撥結算業務的公益組織，成立於2002年11月1日，2015年4月30日提出電子直接扣帳授權服務（Electronic Direct Debit Authorization），提供申請人經由網路，採電子化之方式進行授權申請或異動。